# Malmerz
Malmerz ist ein Stadtteil von Sonneberg im Landkreis Sonneberg in Thüringen.

## Lage
Der  Stadtteil liegt an der Bundesstraße 89 im naturnahen Umland. Westlich befindet sich die Kernstadt Sonneberg und südwestlich der Stadtteil Oberlind.

## Geschichte
Am 4. Oktober 1252 wurde der Ort erstmals urkundlich erwähnt. Am 1. Juli 1950 wurde Malmerz nach Sonneberg eingemeindet.
Im Stadtteil existiert eine Brauerei und es haben sich Firmen und Gewerbetreibende niedergelassen. Auch Studentenwohnungen sind verfügbar. In der Nachbarschaft ist das Gewerbegebiet Föritz angesiedelt.